# Dysmicoccus boninsis
Espèce
Dysmicoccus boninsis est une espèce d'insectes hémiptères de la famille des Coccoidea, décrite par S. I. Kuwana en 1909.